# معركة المصير الواحد
معركة المصير الواحد هو كتاب أدبي سياسي أنتج عام 1958 من تأليف المفكر العربي القومي ومؤسس حزب البعث العربي الاشتراكي ميشال عفلق  ويرى الكتاب أن الإمبريالية الغربية والصهيونية هي أكبر العوائق أمام الوحدة العربية.